# Campillos-Paravientos
Campillos-Paravientos é um município da Espanha, na província de Cuenca, comunidade autônoma de Castela-Mancha. Tem 54,34 km² de área e em 2021 tinha 101 habitantes (densidade: 1,9 hab./km²). Limita com os municípios de Alcalá de la Vega, Boniches, Fuentelespino de Moya e San Martín de Boniches.